# Малый пещерный медведь
Малый пеще́рный медве́дь (лат. Ursus rossicus) — доисторический вид медведей, живший в Евразии в среднем и позднем плейстоцене и вымерший примерно 10 000 лет назад.

## Описание

### Внешний вид
Отличался от пещерного медведя более мелкими размерами.

### Образ жизни
В отличие от пещерного медведя, он обитал не только в горах, но и в степях и не был связан с пещерами. Результаты, полученные на стабильных изотопах костей показывают на то, что у них в основном была вегетарианская диета.

### Места и древность находок
Ископаемые кости малого пещерного медведя относятся к среднему-позднему плейстоцену территории от юга Украины и Северного Кавказа до Алтая и Западной Сибири.

## Малый пещерный медведь и человек
В горных районах Евразии этот вид был, если судить по ископаемым остаткам, важным объектом охоты первобытных людей.